# Eduardo Morales
Eduardo Morales Basabe (Calimete, 5 marzo 1981) è un ex calciatore ed ex giocatore di calcio a 5 cubano, di ruolo attaccante.

## Carriera

### Club
Ha sempre giocato nel campionato cubano.

### Nazionale
Ha esordito nella nazionale cubana di calcio nel 2003; in seguito ha militato per quasi un decennio nella nazionale cubana di calcio a 5.